# Ж
Ж (gemen: ж) är en bokstav i det kyrilliska alfabetet. Den uttalas normalt som ett tonande sje-ljud, ungefär som s i det engelska ordet "treasure". Vid transkribering av ryska skriver man zj i svensk text och [ʒ] i IPA. Vid translitteration till latinska bokstäver enligt ISO 9 motsvaras bokstaven av ž.
| Unicode | Liten bokstav |                                       | Unicode | Stor bokstav |                                         | Används bl.a. i följande språk           |
| ------- | ------------- | ------------------------------------- | ------- | ------------ | --------------------------------------- | ---------------------------------------- |
| U+0436  | ж             | LATIN SMALL LETTER ZHE                | U+0416  | Ж            | LATIN CAPITAL LETTER ZHE                | de flesta där kyrilliskt alfabet används |
| U+04C2  | ӂ             | LATIN SMALL LETTER ZHE WITH BREVE     | U+04C1  | Ӂ            | LATIN CAPITAL LETTER ZHE WITH BREVE     | Gagauziska                               |
| U+0497  | җ             | LATIN SMALL LETTER ZHE WITH DESCENDER | U+0496  | Җ            | LATIN CAPITAL LETTER ZHE WITH DESCENDER | Tatariska, Kalmuckiska, Dungan           |
| U+04DD  | ӝ             | LATIN SMALL LETTER ZHE WITH DESCENDER | U+04DC  | Ӝ            | LATIN CAPITAL LETTER ZHE WITH DESCENDER | Udmurtiska                               |

## Teckenkoder i datorsammanhang
| Teckenkoder        | Versal: Ж                   | Gemen: ж                  |
| ------------------ | --------------------------- | ------------------------- |
| Namn (Unicode)     | CYRILLIC CAPITAL LETTER ZHE | CYRILLIC SMALL LETTER ZHE |
| Kodpunkt (Unicode) | U+0416                      | U+0436                    |
| HTML               | &#1046;                     | &#1078;                   |